# Podivuhodné cesty
Podivuhodné cesty (Les Voyages extraordinaires) je označení pro cyklus šedesáti dvou dobrodružných a vědeckofantastických románů a sedmi povídek (resp. novel) francouzského spisovatele Julesa Verna (1828–1905) vydaných v letech 1863 až 1919. Verne však ve skutečnosti není autorem všech románů.

## Historie vydávání Podivuhodných cest
První román cyklu byl vydán v roce 1863. V té době se dosud poměrně neúspěšný spisovatel seznámil s nakladatelem Pierrem-Julesem Hetzelem, který vydal jeho dobrodružný román Pět neděl v baloně. Ten měl tak obrovský úspěch, že nakladatel nabídl Vernovi exkluzivní smlouvu na dvacet let, v níž se Verne zavázal napsat dva svazky ročně (nejde o počet titulů, protože některé romány byly několikasvazkové). Tato smlouva Vernea finančně zajistila a umožnila mu živit se pouze psaním. Pierre-Jules Hetzel také vymyslel pro tento cyklus název Podivuhodné cesty, které měly podle něho „shrnout všechny znalosti zeměpisné, geologické, fyzikální, astronomické, tak jak je shromáždila moderní věda, a zpracovat tak barvitým a poutavým způsobem … dějiny světa“.
Prvním Vernovým dílem, které neslo označení Podivuhodné cesty, byl však až druhý román cyklu s názvem Dobrodružství kapitána Hatterase. Nedošlo však k tomu při vydání první verze románu roku 1864, ale až při vydání verze definitivní z roku 1866. Tři Vernovy knihy z let 1863–1865 (Pět neděl v baloně, Cesta do středu Země a Ze Země na Měsíc) pak byly do cyklu zařazeny zpětně.
Jak již bylo uvedeno, není Verne autorem všech románů z cyklu. Již autorství některých děl, vydaných ještě za jeho života, je sporné. Tak například romány Ocelové město a Hvězda jihu vznikly úpravou rukopisů jiného francouzského spisovatele Andrého Laurieho (1844–1909). Ke stálým Vernovým spolupracovníkům patřil také jeho bratr Paul (1829–1897), kapitán dálkové plavby, který měl podíl na všech jeho knihách týkajících se moře a námořnictví. Za pravidelného Vernova spolupracovníka je nutné považovat i nakladatele Hetzela, který byl prvním čtenářem jeho děl. Jejich vzájemná korespondence a analýza původních rukopisů poukazují na to, že Hetzel nejen přispíval mnoha nápady, ale prováděl v rukopisech také změny.
Za Vernova života obsahoval cyklus Podivuhodné cesty padesát čtyři titulů. Po Vernově smrti rozšířil jeho syn Michel cyklus ještě o dalších osm knih (počínaje Majákem na konci světa). Tyto Michelem dokončené nebo přepracované romány se podle posledních výzkumů dosti liší od původních Vernových textů, přičemž knihu Trampoty páně Thompsonovy napsal Michel dokonce sám.

## Seznam děl patřících do cyklu Podivuhodných cest

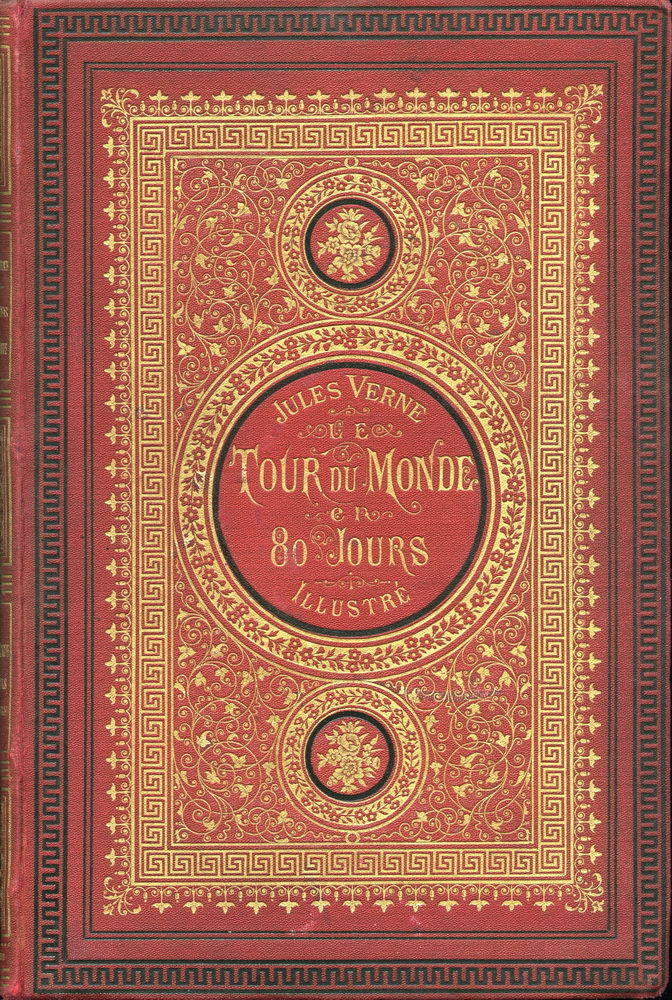
Le tour du monde en quatre–vingts jours, vazba prvního francouzského vydání od nakladatele Pierra-Julese Hetzela

### Romány
1. Cinq semaines en ballon (1863), 1 sv. – Pět neděl v baloně,
2. Voyages et aventures du capitaine Hatteras (1864–1866), 2 sv. – Dobrodružství kapitána Hatterase,
3. Le voyage au centre de la terre (1864), 1 sv. – Cesta do středu Země,
4. De la Terre à la Lune (1865), 1 sv. – Ze Země na Měsíc,
5. Les enfants du capitaine Grant (1867–1868), 3 sv. – Děti kapitána Granta,
6. Vingt mille lieues sous les mers (1869–1870), 2 sv. – Dvacet tisíc mil pod mořem,
7. Autour de la Lune (1870), 1 sv. – Okolo Měsíce,
8. Une ville flottante (1871), 1 sv. – Plující město. V jednom svazku s tímto románem vyšla současně Vernova historická novela Les Forceurs de blocus (Prorazili blokádu) z období americké občanské války, napsaná již roku 1865.
9. Aventures de trois Russes et de trois Anglais (1872), 1 sv. – Dobrodružství tří Rusů a tří Angličanů,
10. Le pays des fourrures (1873), 2 sv. – Země kožešin,
11. Le tour du monde en quatre–vingts jours (1873), 1 sv. – Cesta kolem světa za osmdesát dní,
12. L'île mystérieuse (1875), 3 sv. – Tajuplný ostrov,
13. Le Chancellor (1875), 1 sv. – Chancellor. V jednom svazku s tímto románem vyšla současně Vernova historická novela Martin Paz z roku 1851.
14. Michel Strogoff (1876), 2 sv. – Michail Strogov (Carův kurýr). V jednom svazku s tímto románem vyšla současně Vernova historická novela Un drame au Mexique (Drama v Mexiku) z roku 1851.
15. Hector Servadac (1877), 2 sv. – Hector Servadac (Na kometě), česky též jako Světem slunečním.
16. Les Indies noires (1877), 1 sv. – Černé indie,
17. Un capitaine de quinze ans (1878), 2 sv. – Patnáctiletý kapitán,
18. Les cinq cents millions de la Bégum (1879), 1 sv. – Pět set miliónů Begumy (Ocelové město). V jednom svazku s tímto románem vyšel současně kratší Vernův historický příběh Les Révoltés de la Bounty (Vzbouřenci na lodi Bounty).
19. Les tribulations d'un Chinois en Chine (1879), 1 sv. – Číňanovy trampoty v Číně, česky též jako O život,
20. La maison à vapeur (1880), 2 sv. – Dům na páru (Zemí šelem), česky též jako Nana Sahib nebo jako Ocelový olbřím,
21. La Jangada (1881), 2 sv. – Jangada (Tajemství pralesa), česky též jako Osm set mil po Amazonce,
22. L'école des robinsons (1882), 1 sv. – Škola robinsonů, česky též jako Dva Robinsoni,
23. Le rayon vert (1882), 1 sv. – Zelený paprsek. V jednom svazku s tímto románem vyšla současně Vernova krátká satirická povídka Dix Heures en chasse (Deset hodin na lovu) z roku 1881.
24. Kéraban le têtu (1883), 2 sv. – Paličatý Kéraban (Tvrdohlavý Turek),
25. L'étoile du sud (1884), 1 sv. – Hvězda jihu,
26. L'archipel en feu (1884), 1 sv. – Archipel v plamenech,
27. Mathias Sandorff (1885), 3 sv. – Matyáš Sandorf (Nový hrabě Monte Christo),
28. Robur le Conquérant (1886), 1 sv. – Robur Dobyvatel, česky též jako Vzducholodí kolem světa,
29. Un billet de loterie (Le número 9672) (1886), 1 sv. – Los číslo 9672. V jednom svazku s tímto románem vyšla současně Vernova fantastická novela Frritt-Flacc (Fffff...plesk!) z roku 1884.
30. Nord contre Sud (1887), 2 sv. – Sever proti Jihu,
31. Le chemin de France (1887), 1 sv. – Cesta do Francie. V jednom svazku s tímto románem vyšla současně Vernova satirická novela na britský kolonialismus Gil Braltar.
32. Deux ans de vacances (1888), 2 sv. – Dva roky prázdnin,
33. Famille sans nom (1889), 2 sv. – Bezejmenná rodina,
34. Sans dessus dessous (1889), 1 sv. – Zmatek nad zmatek,
35. César Cascabel (1890), 2 sv. – César Cascabel (Oceánem na kře ledové),
36. Mistress Branican (1891), 2 sv. – Paní Branicanová (V pustinách australských), česky též jako Zajatec pustin,
37. Le château des Carpathes (1892), 1 sv. – Tajemný hrad v Karpatech,
38. Claudius Bombarnac (1892), 1 sv. – Claudius Bombarnak,
39. Petit Bonhomme (1893), 2 sv. – Malý Dobráček,
40. Mirifiques aventures de maître Antifer (1894), 2 sv. – Neobyčejná dobrodružství mistra Antifera, česky též jako Dobrodružná závěť,
41. L'île hélice (1895), 2 sv. – Plovoucí ostrov,
42. Face au drapeau (1896), 1 sv. – Tváří k praporu (Vynález zkázy), česky též jako Tváří v tvář praporu vlasti,
43. Clovis Dardentor (1896), 1 sv. – Clovis Dardentor (Milionář na cestách),
44. Le sphinx des glaces (1897), 2 sv. – Ledová sfinga,
45. Le superbe Orénoque (1898), 2 sv. – Nádherné Orinoko (Na vlnách Orinoka),
46. Le testament d'un excentrique (1899), 2 sv. – Závěť výstředníka, česky též jako Hra o dědictví,
47. Seconde patrie (1900), 2 sv. – Druhá vlast,
48. Le village aérien (1901), 1 sv. – Ves ve vzduchu, česky též jako Podivuhodné setkání v džungli,
49. Les histoires de Jean–Marie Cabidoulin (1901), 1 sv. – Příběhy Jeana-Marie Cabidoulina (Záhadné dobrodružství velrybářské lodi),
50. Les frères Kip (1902), 2 sv. – Bratři Kipové,
51. Bourses de voyage (1903), 2 sv. – Cestovní stipendia,
52. Un drame en Livonie (1904), 1 sv. – Drama v Livonsku,
53. Maître du monde (1904), 1 sv. – Pán světa,
54. L'invasion de la mer (1905), 1 sv. – Vpád moře (Zatopená Sahara),
55. Le Phare du bout du monde (1905), 1 sv. – Maják na konci světa,
56. Le volcan d'or (1906), 1 sv. – Zlatá sopka,
57. L'agence Thompson and Co.(1907), 2 sv. – Trampoty páně Thompsonovy,
58. La chasse au météore (1908), 1 sv. – Honba za meteorem,
59. Le pilote du Danube (1908), 1 sv. – Lodivod dunajský,
60. Les naufragés du Jonathan (1909), 2 sv. – Trosečníci z lodi Jonathan,
61. Le secret de Wilhelm Storitz (1910), 1 sv. – Tajemství Viléma Storitze,
62. L'étonnante aventure de la mission Barsac (1919), 1 sv. – Podivuhodná dobrodružství výpravy Barsacovy.

### Povídky a novely
1. Les Forceurs de blocus (1865 časopisecky) – Prorazili blokádu, knižně vyšla tato novela roku 1871 jako doplněk ke svazku s románem Plující město.
2. Martin Paz (1852 časopisecky), knižně vyšla tato novela roku 1871 společně s románem Chancellor.
3. Un drame au Mexique (1851 časopisecky) – Drama v Mexiku, původní název této novely zněl První mexické námořní lodi (Les Premiers Navires de la Marine Mexicaine), knižně byla vydána roku 1876 v jednom svazku společně s románem Carův kurýr.
4. Les Révoltés de la Bounty (1879) – Vzbouřenci na lodi Bounty, tento kratší historický příběh byl poprvé knižně vydán roku 1879 jako doplněk ke svazku s románem Ocelové město.
5. Dix Heures en chasse 1881 – Deset hodin na lovu, tato krátká satirická povídka vyšla knižně roku 1882 v jednom svazku s románem Zelený paprsek.
6. Frritt-Flacc (1884 časopisecky) – Fffff...plesk!, knižně vyšla tato novela roku 1886 jako doplněk ke svazku s románem Los číslo 9672.
7. Gil Braltar (1887), česky též jako Opičí generál; tato novela vyšla knižně poprvé roku 1887 v jednom svazku s románem Cesta do Francie.

## Díla, která do cyklu nepatří
V rámci cyklu jsou často vydávána také díla, která do něj nepatří. Nejčastěji se jedná o sbírku povídek Doktor Ox, o román Trosečník z Cynthie, jehož autorem je André Laurie (Verne provedl pouze kontrolní práce a jeho jméno bylo přidáno z komerčních důvodů) a o posmrtně vydanou sbírku povídek Včera a zítra, z nichž některé napsal autorův syn Michel sám a jiné velmi podstatně upravil.

## Příklady vazeb nakladatele Pierra-Julese Hetzela

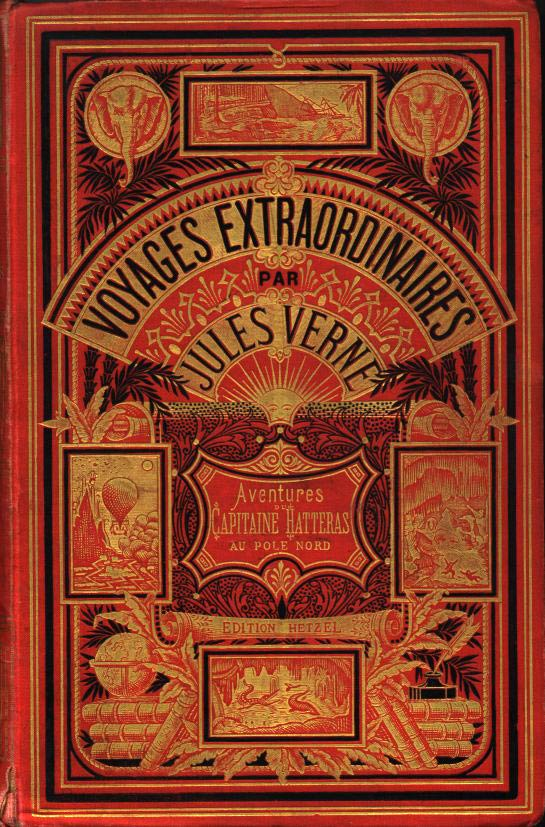
Voyages et aventures du capitaine Hatteras
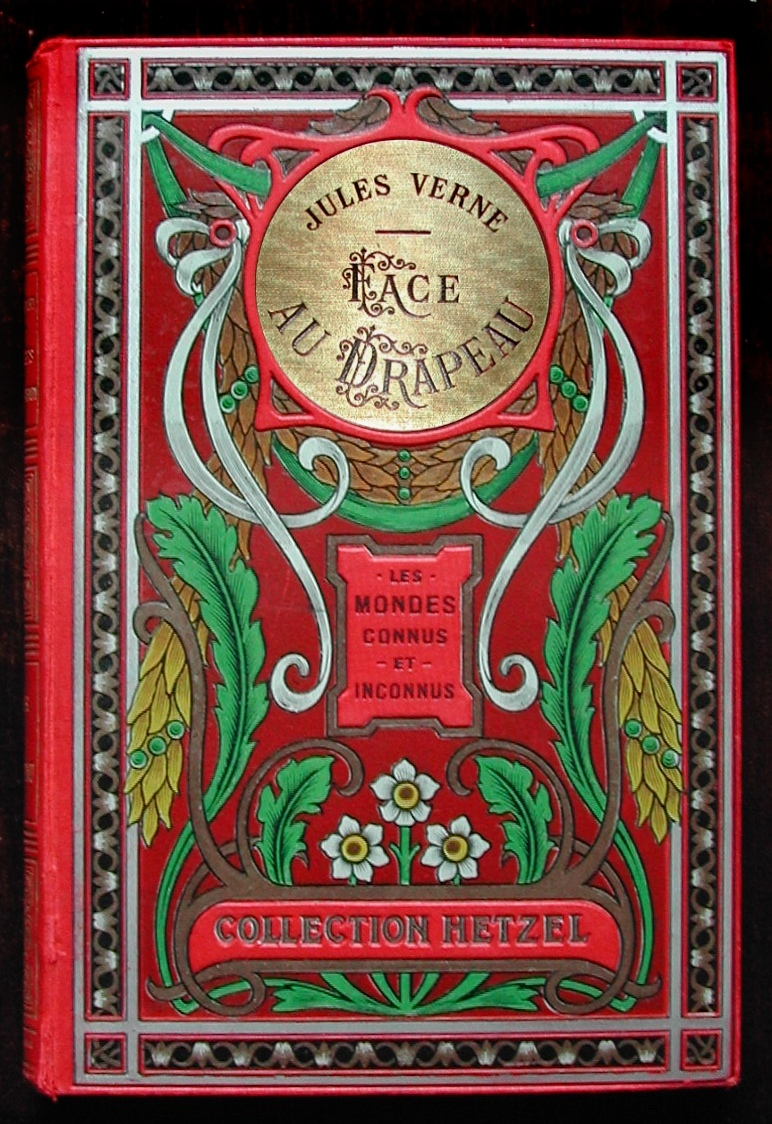
Face au drapeau
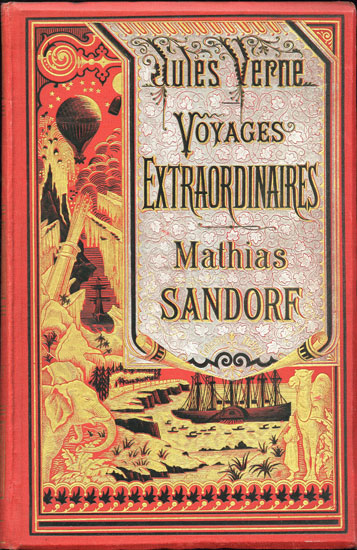
Mathias Sandorff
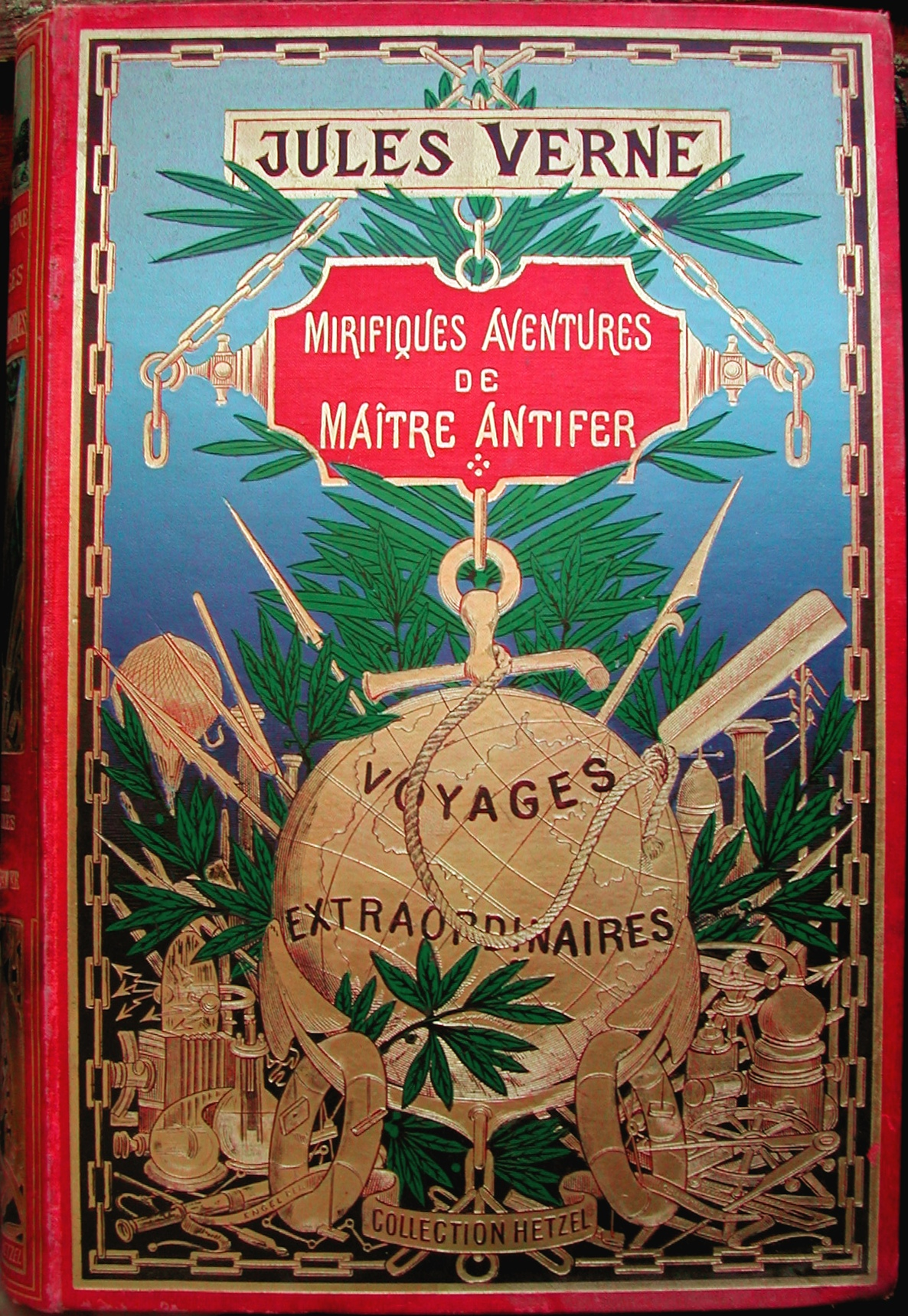
Mirifiques aventures de maître Antifer

## Ilustrátoři Podivuhodných cest

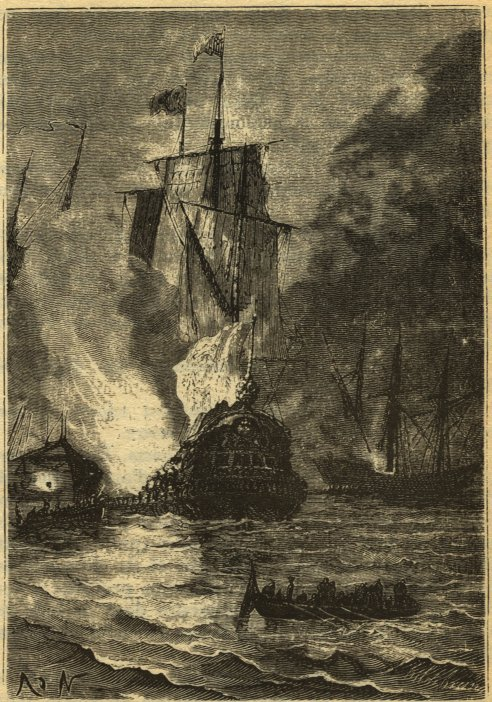
Ilustrace Edouarda Rioua a Alphonsa de Neuvilla k románu Julese Verna Dvacet tisíc mil pod mořem

### Hlavní ilustrátoři
1. Édouard Riou (1833–1900): v letech 1863–1875 ilustroval šest románů z cyklu.
2. Jules Férat (1819–1889): v letech 1871–1877 ilustroval šest románů a tři novely z cyklu.
3. Léon Benett (1839–1917): v letech 1873–1907 ilustroval dvacet pět románů z cyklu.
4. George Roux (1850–1929): v letech 1885–1919 ilustroval dvacet románů a tři novely z cyklu.

### Ilustrátoři jednotlivých děl
- Gédéon Baril (?) ilustroval povídku Deset hodin na lovu.
- Émile-Antoine Bayard (1837–1891) ilustroval společně s Alphonsem de Neuvillem román Okolo Měsíce.
- Alfred Quesnay de Beaurépaire (1830–?) ilustroval společně s Julesem Fératem Zemi kožešin.
- S. Drée (?) ilustroval historický příběh Vzbouřenci na lodi Bounty.
- Henri Meyer (1844–1899) illustroval Patnáctiletého kapitána.
- Henri de Montaut (1840–1905) ilustroval společně s Ědouardem Riouem Pět neděl v baloně a Dobrodružství kapitána Hatterase a samostatně Ze Země na Měsíc.
- Alphonse de Neuville (1835–1885) ilustroval společně Ědouardem Riouem Dvacet tisíc mil pod mořem, s Émilem-Antoinem Bayardem Okolo Měsíce a s Léonem Benettem Cestu kolem světa za osmdesát dní.
- Paul-Dominique Philippoteaux (1845–1923) ilustroval román Na kometě.
- Georges Tiret-Bognet (1855–1930) illustroval Bezejmennou rodinu.